# 波拉诺
波拉诺（義大利語：Porano），是意大利特尔尼省的一个市镇。总面积13.54平方公里，人口1937人，人口密度143.1人/平方公里（2009年）。ISTAT代码为055028。